# Wladimir Rudolfowitsch Solowjow

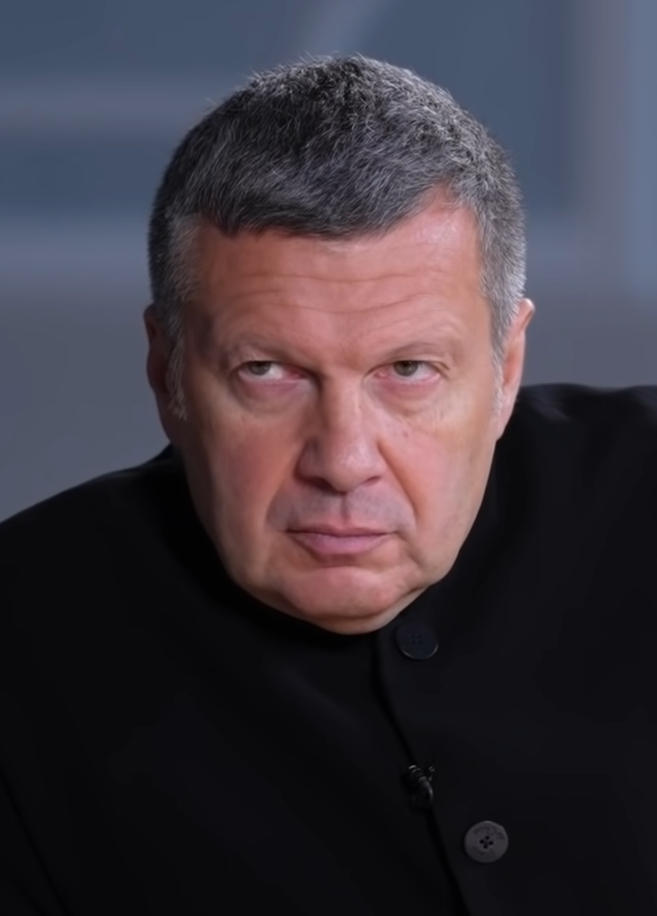
Wladimir Solowjow (2022)

Wladimir Rudolfowitsch Solowjow (russisch Влади́мир Рудо́льфович Соловьёв; * 20. Oktober 1963 in Moskau) ist ein russischer Fernseh- und Radiomoderator, Publizist und Regisseur. Er gilt als führender Exponent der russischen Staatspropaganda und wird seit dem 23. Februar 2022 von der Europäischen Union und seit 6. März 2022 von Kanada sanktioniert. Seine seit 2012 im Sender Rossija 1 ausgestrahlte Talkshow Sonntagabend mit Wladimir Solowjow (russ. Воскресный вечер с Владимиром Соловьёвым) gilt als eine der wichtigsten innerrussischen Propagandasendungen im Kontext des russischen Überfalls auf die Ukraine 2022.

## Werdegang
Solowjow wurde in eine jüdische Familie geboren. Er war Mitglied im Russischen Jüdischen Kongress. Seine Eltern waren Absolventen der Pädagogischen Universität Moskau. In seiner Heimatstadt Moskau besuchte er eine angesehene Schule, auf die zahlreiche Söhne und Enkel von hohen KPdSU-Funktionären gingen. Während seiner Schulzeit beschäftigte er sich mit Fußball und Karate.
1980 schloss Solowjow die Schule ab und begann am Moskauer Institut für Stahl und Legierung ein Studium, das er 1986 mit Bestnote (dem so genannten „roten Diplom“) abschloss. Anschließend absolvierte er am Institut für Weltwirtschaft und internationale Beziehungen seine Aspirantur.
1990 zog Solowjow in die USA, wo er an der Alabama State University zwei Jahre als Dozent tätig war. 1992 kehrte er nach Russland zurück und betrieb bis 1998 eine Firma, die Ausrüstung für Diskotheken herstellte.
Danach stieg Solowjow ins Showgeschäft ein und moderierte bis 2010 mehrere Sendungen auf dem staatlichen russischen Radiosender Westi FM, wodurch er erstmals einem breiteren Publikum in Russland, aber auch weiteren Ländern der GUS bekannt wurde.
Zudem moderierte Solowjow ab 2002 die Talkshow Zweikampf, mit kontroversen Diskussionen zwischen zwei Personen des öffentlichen Lebens. Die Talkshow hat bis heute einen hohen Bekanntheitsgrad in der russischen Bevölkerung und führte bereits zu mehreren Kontroversen. Am 19. Oktober 2006 beleidigte Solowjow in einer Folge der Talkshow den damaligen Bürgermeister von Samara, Wiktor Tarchow, und musste anschließend 70.000 Rubel Schmerzensgeld zahlen, was etwa 1.700 Euro entspricht.
Seit 2012 moderiert Solowjow auf dem Sender Rossija 1 wöchentlich die politische Talkshow Sonntagabend mit Wladimir Solowjow (russ. Воскресный вечер с Владимиром Соловьёвым). Darin bezeichnete er im Februar 2021 Adolf Hitler als „sehr mutigen Menschen“. Er lobte Hitlers „tapfere“ Leistung als Soldat im Ersten Weltkrieg und verglich ihn in völlig überhöhender Weise mit dem russischen Oppositionellen Alexei Nawalny, der kurz zuvor einen Giftanschlag mit dem Nervenkampfstoff Nowitschok überlebt hatte, um diesen als angeblich „unehrenhaft“ zu diskreditieren. Der Außenminister Lettlands, Edgars Rinkēvičs, verkündete daraufhin ein Einreiseverbot für Solowjow wegen der Verherrlichung des Nazismus.

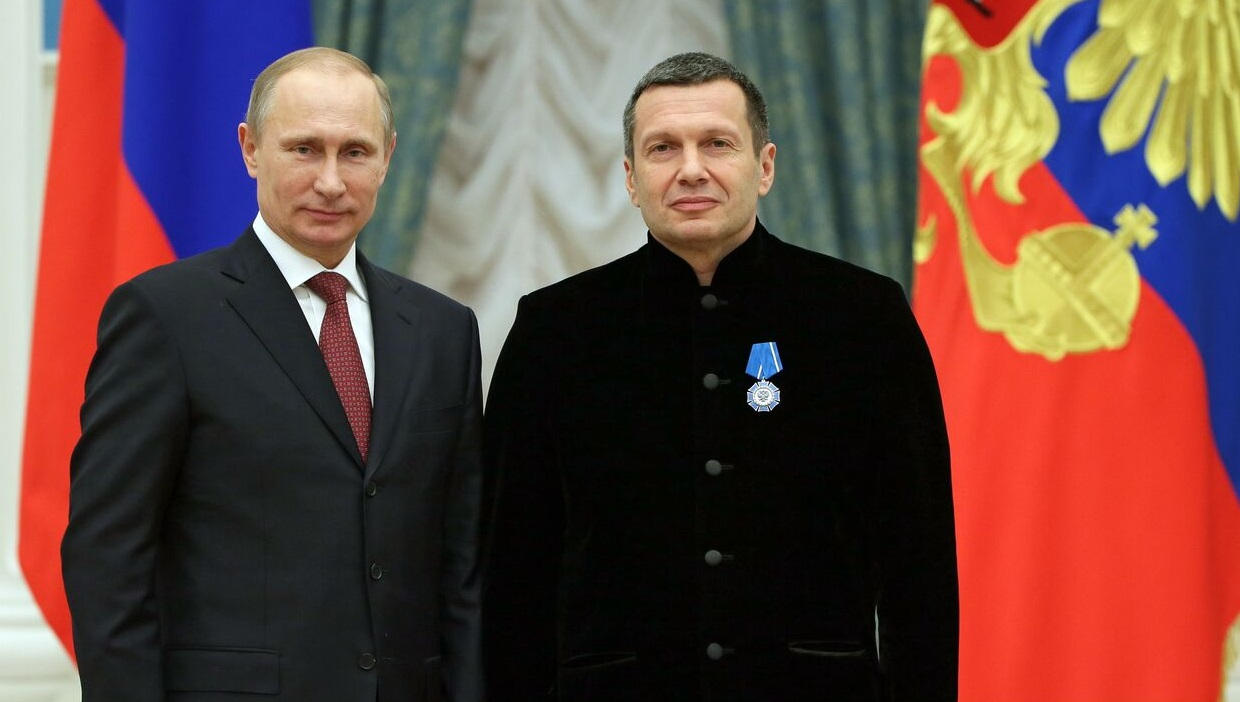
Russlands Präsident Wladimir Putin verleiht Wladimir Solowjow den Orden der Ehre (2013)

War Solowjow 2014 noch der Meinung, „Gott verbietet, dass die Krim nach Russland zurückkehrt“, änderte er nach dem Euromaidan seine Äußerungen radikal. Die Nowaja gaseta nannte ihn daher einen Wendehals und schrieb: „Journalismus unterscheidet sich von Propaganda wie eine Geige von einer Hacke. Hat man sich von einer Kategorie zur anderen bewegt, ist das Schamgefühl verloren.“ Als die russischen Zuschauer die immergleichen vorhersehbaren Berichte über die Ukraine gar nicht mehr im Fernsehen sehen wollten, so die Einschätzung von Jelle Brandt Corstius, sei die Talkshow derart gestaltet worden, dass darin „ein unseriöser Ukrainer von drei klugen Russen“ verrissen werde.

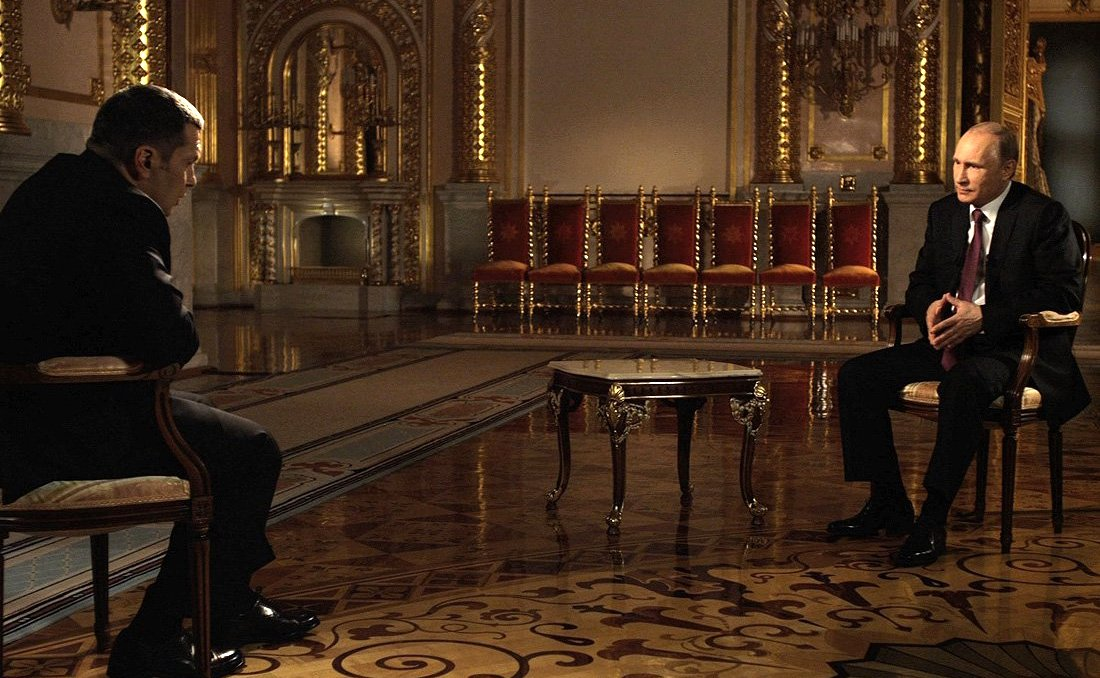
Interview mit Wladimir Putin für den Dokumentarfilm Der Präsident, 2015

2015 führte Solowjow mit Wladimir Putin ein „großes Interview“ für den Dokumentarfilm Der Präsident, der in Russland und in Serbien zur sonntäglichen Hauptsendezeit ausgestrahlt wurde. Auch in Montenegro, Nordmazedonien, Bosnien und Herzegowina, Rumänien, Bulgarien, Ungarn und Tschechien war dieses Interview mit Untertiteln in der Landessprache zu sehen.
Solowjow gilt als Anhänger Putins und trotz gelegentlicher kritischer Fragen mit seinen Provokationen als Manipulator sowie „Einpeitscher“ des Kremls und somit als Bestandteil der Kreml-Propaganda. Der Schriftsteller Dmitri Bykow warf Solowjow schon 2015 vor, mit seiner Hasspropaganda und der damit verbundenen „Entfesselung der hässlichsten Instinkte“ zum Mörder der russischen Nation zu werden. 
Am 24. Februar 2022 begannen russische Streitkräfte auf Befehl von Staatspräsident Putin den russischen Überfall auf die Ukraine. 
Solowjow suggerierte im April 2022, es gäbe ein „auserwähltes“ russisches Volk. Er zitierte eine Behauptung Putins von 2018, dass bei einem Atomkrieg die Russen in den Himmel kämen; der Rest der Welt dagegen würde einfach krepieren. Er behauptete im April 2022, das Massaker von Butscha und das Massaker von Srebrenica wären inszeniert worden.
Typisch für Solowjows Stil seit dem Beginn des russischen Überfalls auf die Ukraine waren seine Aussagen im Dezember 2022. Er drohte zahlreichen europäischen Ländern mit militärischen Invasionen, weil diese die Ukraine unterstützten und „Teil des europäischen Nazismus“ wären. Er hob die baltischen Staaten, Deutschland, Polen, Frankreich, die skandinavischen Länder und die Niederlande hervor. Er drohte, man werde nach Den Haag kommen (Anspielung auf den Internationalen Gerichtshof der vier Alliierten nach dem Zweiten Weltkrieg) und ihnen den Prozess machen wie einst in Nürnberg (Anspielung auf die Nürnberger Prozesse). Er drohte mit Einmärschen von russischen Truppen wie 1814 in Paris und 1945 in Berlin, um „Europa wieder Respekt beizubringen“. Auch forderte er wiederholt den Einsatz von russischen Atombomben gegen NATO-Staaten.
Am 4. März 2025 bedrohte er Deutschland in der Taurus-Kontroverse für den Fall einer Lieferung dieser Marschflugkörper an die Ukraine mit der „Tilgung vom Erdboden“.

## Vermögen und Korruptionsvorwürfe
Solowjow besitzt allein in Moskau drei Wohnungen mit einer Gesamtfläche von 450 m², eine Datscha nahe der Hauptstadt und zwei Villen am Comer See (in Griante und Menaggio). Solowjows Minimalvermögen belaufe sich auf eine Milliarde Rubel (mehr als 17 Millionen Dollar), so Nawalny. Daraufhin titulierte Solowjow Nawalny als „Gauner“ und „Betrüger“, machte zugleich aus seinem Reichtum keinen Hehl: „Ja, die Immobilien sind auf meinen Namen registriert. Dafür zahle ich aber Steuern. Ich habe nie verheimlicht, dass ich reich bin.“
Im Juni 2017 rückte Solowjow ins Zentrum eines Korruptionsskandals, wonach er als Inhaber des Unternehmens SB Consulting vom größten staatlichen Finanzinstitut Russlands Sberbank mithilfe seines Schwiegersohns von 2014 bis 2016 insgesamt 316,5 Millionen Rubel (damals etwa 5,4 Millionen US-Dollar) angenommen haben soll. Dabei bezeichnet Solowjow die Bankschuldner in seinen Fernsehauftritten und Radioprogrammen stets als „Diebe“.

## Privates
Solowjow hat 2012 behauptet, er sei ein gläubiger Jude und fühle sich dem interreligiösen Dialog verpflichtet.
Er war dreimal verheiratet. Aus den drei Ehen sind acht Kinder hervorgegangen. Mit seiner Frau (Stand 2017) Helga Sepp hat er fünf Kinder. Sepp hat mütterlicherseits russlanddeutsche und estnische Wurzeln und den Familiennamen ihrer Mutter angenommen; der Vater Wiktor Kokljuschkin war russischer Satiriker.
Solowjow und fünf seiner Kinder haben oder hatten eine Aufenthaltsgenehmigung für Italien. Am 23. Februar 2022 wurde Solowjow mit einem Einreiseverbot belegt. Seine Immobilien und Aufenthalte in der Europäischen Union riefen im Zusammenhang mit seinen Äußerungen gegen „den Westen“ und seiner Selbstinszenierung als russischer Patriot Kritik hervor.
Der russische Antikorruptions-Aktivist Georgij Alburow hat im Mai 2023 bei youtube eine Recherche veröffentlicht, laut der Solowjow seit langem eine Zweitfamilie mit der russischen Basketballspielerin Swetlana Abrossimowa hat. Diese brachte im Juni 2016 in den USA weibliche Zwillinge zur Welt. Alburow äußerte, die Scheinheiligkeit müsse Grenzen haben.

## „Verhindertes Attentat“ auf Solowjow?
Im April 2022 behauptete der russische Präsident Wladimir Putin, der russische Geheimdienst FSB hätte ein von „ukrainischen Neonazis“ geplantes Attentat auf Wladimir Solowjow gestoppt. Internationale Medien hielten die Aufnahmen für inszeniert und die Geschichte für unwahr, dies auch aufgrund der vom FSB veröffentlichten Aufnahmen, welche drei Sims-Spiele zeigten, abgelaufene ukrainische Reisepässe und ein Buch, das mit „Unterschrift unleserlich“ signiert war, was als fälschlicherweise wörtlich umgesetzte Regieanweisung einer Inszenierung gedeutet wurde.

## Belege
1. ↑  Latvia Bans Russian TV Host Over Hitler Remarks. In: Moscow Times, 18. Februar 2021.
2. ↑  Телеведущему Соловьеву запретили въезд в Латвию за «глорификацию нацизма». In: Kommersant, 18. Februar 2021.
3. ↑  Den ganzen Abend in Schokolade. Nowaja Gaseta, 23. Oktober 2018.
4. ↑  Grensland: Onder het oppervlak (4/8), vpro, 2015, Minute 11:50
5. ↑   (Seite nicht mehr abrufbar, festgestellt im Februar 2024. Suche in Webarchiven)  Info: Der Link wurde automatisch als defekt markiert. Bitte prüfe den Link gemäß Anleitung und entferne dann diesen Hinweis.
6. 1 2  Die Propagandisten und ihre Lust an der Lüge. In: Frankfurter Allgemeine Zeitung, 5. Mai 2015.
7. ↑  Wladimir Solowjow auf dekoder.org, Stand 13. September 2017, abgerufen am 8. Juli 2019; im Überblick: „Er profiliert sich vor allem als ein Scharfmacher, der gegen den Westen poltert und Liberale diffamiert.“ / „Solowjow ist einer der Journalisten, die die Politik des Kreml stets unterstützen“
8. ↑  Die grosse Putin-Show, Die Welt, 6. September 2018: „Die Sendung dürfte selbst für russische Zuschauer, die Putin-Propaganda gewohnt sind, zu lobhudelig und vor allem zu langweilig sein.“
9. ↑  „Rücksichtslos dreist“: Jetzt macht Putin sogar den Russen Angst. BR, 28. April 2022.
10. ↑  Tom Nagorski & Ksenia Kirillova: „Parallel universe“: How Russians are seeing the war in Ukraine. No massacres, only „fabrications“. Not an invasion, but a liberation. And war crimes? Only Ukrainians are guilty in Russia’s coverage of the war. In: grid.news. 9. April 2022, abgerufen am 22. Dezember 2022.
11. ↑  Russland: Putin-Propagandist droht Europa mit Krieg – „Wir kommen nach Berlin!“ In: Redaktionsnetzwerk Deutschland. Abgerufen am 3. Februar 2023.
12. ↑  Beispielhafte Auswahl von Äußerungen aus dem Jahr 2022: Sam Sokol: Putin's Favorite TV Host Mixes Nuclear Threats, Jewish Roots and Antisemitic Quotes. In: haaretz.com. Haaretz, 26. April 2022, abgerufen am 22. Dezember 2022 (im April 2022 verkündete Solowjow, dass Europa und NATO-Mitgliedsstaaten nach dem Abschluss der sogenannten „Spezialoperation“ in der Ukraine die nächsten Ziele seien). – Uladzimir Zhyhachou: Absurde TV-Propaganda. Wie die Russen zu „Zombies“ gemacht werden. In: n-tv.de. n-tv, 6. Mai 2022, abgerufen am 22. Dezember 2022 (ähnliches Beispiel aus dem Mai 2022: „Nicht nur die Ukraine muss entnazifiziert werden.“ & „Und wenn Sie wirklich glauben, dass wir nach der Ukraine aufhören werden, dann denken Sie 300 Mal nach!“). – Martha Wilczynski: Russland und seine Nachbarn. Wo liegen Putins Grenzen? In: tagesschau.de. Tagesschau, 17. Juni 2022, abgerufen am 22. Dezember 2022 (im Juni 2022: „Nun denn, holen wir zurück?“, fragte er rhetorisch, und ließ seinen Gast das Baltikum und Polen vorschlagen). – Ausraster in Live-Sendung. „Zu was seid ihr eigentlich fähig?“ Russischer TV-Moderator Wladimir Solowjow beschimpft Kollegen. In: stern.de. Der Stern, 8. August 2022, abgerufen am 22. Dezember 2022 („Mit aggressiven Drohungen gegen Deutschland und den Westen sorgt Wladimir Solowjow immer wieder für Schlagzeilen.“ & zum Aufenthalt von Claudia Roth in Odessa im Juni 2022: „Nach der Reise der Grünen-Politikerin Claudia Roth drohte er Deutschland beispielsweise mit einer Invasion durch russische Truppen.“). – On Russian television, propaganda is becoming less and less popular. In: lemonde.fr. Le Monde, 28. August 2022, abgerufen am 22. Dezember 2022 (englisch, am 18. August 2022 äußerte er: „Okay, wir werden Truppen schicken, um die russischsprachige Bevölkerung zu schützen. Die NATO-Staaten werden sich Sorgen machen! Berlin! Paris! London! Brüssel! Sind sie bereit, unter unseren Raketenangriffen zu brennen?“ – er sah darin eine legitime Antwort auf Vorschläge, russische Touristenvisas für die EU zu untersagen). – Ellen Ivits: „Hast du mich verstanden, Scholz?“ – jetzt wollen die Propagandisten Deutschland entnazifizieren. In: stern.de. Der Stern, 4. September 2022, abgerufen am 22. Dezember 2022 (im September 2022 sprach er über die Möglichkeit eines Krieges gegen die NATO und ließ seinen Gast über die „nächste Entnazifizierung Deutschlands“ reden). – Kristoffer Solberg, Oleg Grabenko & Jostein Sletten: „Putins favoritt“: Norge? Skyt dit! In: dagbladet.no. Dagbladet, 30. November 2022, abgerufen am 22. Dezember 2022 (norwegisch, im November 2022 schlug er vor, Norwegen anzugreifen, da der NATO-Generalsekretär Jens Stoltenberg dort geboren wurde – außerdem sei Frankreich laut Solowjow nun leichter anzugreifen, da es Waffensysteme an die Ukraine abgetreten habe – schließlich diskutierte er mit seinen Gästen die möglichen Auswirkungen einer – im Atlantik gezündeten – Atombombe auf die britischen Inseln).
13. ↑  Von den USA okkupiertes, totalitäres Nazi-Reich – Deutschland wird für Moskau zum Feind Nummer 1. Abgerufen am 3. Februar 2023.
14. ↑  Russischer Propagandist Solowjow fordert Atomwaffen-Einsatz in Fernsehsendung - Gäste widersprechen hart. In: Redaktionsnetzwerk Deutschland. 22. November 2022, abgerufen am 3. Februar 2023.
15. ↑  Ukraine-Krieg: Putin-Propagandist Solowjow will Atomwaffeneinsatz. In: Frankfurter Rundschau. 27. Januar 2023, abgerufen am 3. Februar 2023.
16. ↑  Babett Gumbrecht: Putin-Verbündeter droht: „Wir werden Deutschland vom Erdboden tilgen“. Frankfurter Rundschau vom 9. März 2025, Abruf am selben Tag
17. ↑  Apartment in Villa Maria on Lake Como Organized Crime and Corruption Reporting Project, Russian Asset Tracker, abgerufen am 30. März 2022
18. ↑  Vila on Lake Como Organized Crime and Corruption Reporting Project, Russian Asset Tracker, abgerufen am 30. März 2022
19. ↑  Соловьев назвал себя «богатым человеком» в ответ на обвинения Навального. In: РБК. (rbc.ru [abgerufen am 3. November 2017]).
20. ↑  Телеведущий Владимир Соловьев заключает многомиллионные контракты со Сбербанком благодаря своему зятю | Компромат. Archiviert vom Original am 7. November 2017; abgerufen am 3. November 2017 (russisch).  Info: Der Archivlink wurde automatisch eingesetzt und noch nicht geprüft. Bitte prüfe Original- und Archivlink gemäß Anleitung und entferne dann diesen Hinweis.
21. ↑  http://radiovesti.ru/news/category/all/04-02-2012/
22. ↑  Владимир Соловьев: биография, личная жизнь, семья, жена, дети — фото - GlobalSib. In: GlobalSib. 18. Mai 2017 (globalsib.com [abgerufen am 13. November 2018]).
23. ↑  Жена Владимира Соловьева, фото / Жены телеведущих, блоггеров / Его-Жена. Жены знаменитостей. Abgerufen am 13. November 2018 (russisch).
24. ↑  Владимир Соловьев и Эльга Сэпп: «Я сделал ей предложение на третьем свидании…» Archiviert vom Original (nicht mehr online verfügbar) am 9. März 2021; abgerufen am 13. November 2018 (russisch).  Info: Der Archivlink wurde automatisch eingesetzt und noch nicht geprüft. Bitte prüfe Original- und Archivlink gemäß Anleitung und entferne dann diesen Hinweis.
25. ↑  Навальный нашел у Соловьева вид на жительство в Италии. Ведущий ему ответил. In: BBC, 22. Juli 2019.
26. ↑  Патриот с домиком в Италии. In: Radio Free Europe, 29. September 2019.
27. ↑  Алексей Навальный: Американский секрет Владимира Соловьева auf YouTube, 22. Mai 2023, abgerufen am 25. Februar 2024 (Laufzeit: 20:55 min).
28. ↑  Putins Propagandist Solowjow hat Zweitfamilie mit US-Pässen (faz.net, aktualisiert am 24. Mai 2023; auch erschienen in der Printausgabe der FAZ)
29. ↑  Here’s what we know about images of an allegedly foiled neo-Nazi assassination plot ‘ordered by Ukraine’. In: The Observers. 29. April 2022, abgerufen am 22. August 2022 (englisch).
30. ↑  Mikhail Klimentov: Alleged Russian sting operation uncovers ‘The Sims 3,’ guns, grenade. In: The Washington Post. 26. April 2022, ISSN 0190-8286 (washingtonpost.com [abgerufen am 22. August 2022]).
31. ↑  Russia accused of faking Ukrainian assassination plot of Russian TV host. In: The Times of Israel. 26. April 2022, abgerufen am 22. August 2022 (englisch).

| Personendaten    | Personendaten                                                   |
| ---------------- | --------------------------------------------------------------- |
| NAME             | Solowjow, Wladimir Rudolfowitsch                                |
| ALTERNATIVNAMEN  | Solovyov, Vladimir; Соловьёв, Владимир Рудольфович (russisch)   |
| KURZBESCHREIBUNG | russischer Fernseh- und Radiomoderator, Publizist und Regisseur |
| GEBURTSDATUM     | 20. Oktober 1963                                                |
| GEBURTSORT       | Moskau                                                          |